# 瀚然
22°16′56″N 114°09′00″E / 22.28235°N 114.15005°E
瀚然（英文：Arezzo）是太古地產在香港島西半山豪宅住宅單幢樓，樓高48層，地址在西摩道33號。毗鄰西摩道2A號蔚然，是同一個地產發展商太古地產，同一系列品牌傑作。
珒然在2014年8月公開銷售時，是短期樓花，於2015年3月入伙 。

## 成交記錄
2015年8月新華日本食品董事總經理蔡紹霞（Choi Shiu Ha May）以1.6億元，購入瀚然49樓A、B室，成交價分別約8,933萬及7,068萬元，單位實用面積分別約1,774及1,421平方呎，實用呎價分別約5.04萬及4.97萬元。

## 命名
瀚然的英文名 AREZZO，是借名意大利中部托斯卡納大區的阿雷佐省首府阿雷佐（意大利語：Arezzo）。太古地產形容，意大利 Arezzo 是藝術文化城市。

## 建築風格
瀚然，建築風格跟近年太古地產的珒然、蔚然相似，落地玻璃，西摩道望維多利亞港和中環都會商廈建築物風景，背向山望海。瀚然有127個住宅單位，分層單位一層3梯3伙3升降機，而4個特色住宅在高層，包括一個頂層特色單位連天台私人平台花園兼泳池。然而，瀚然不會有停車場。

## 鄰近
- 甘棠第
- 衛城閣
- 美麗台
- 五旬節會五旬節堂
- 高雲台
- 猶太教堂
- 中環蘇豪區
- 安峰大廈
- 金堅大廈
- 大成大廈
- 豐樂閣

## 外部連結
- 官方网站
- 瀚然，中原數據